# Skróty farmaceutyczne
Skróty farmaceutyczne – zapisane na recepcie w skróconej formie polecenia i informacje lekarza, lekarza dentysty, lekarza weterynarii lub felczera dla farmaceuty dotyczące sposobu jej realizacji. Z reguły formułuje się je w języku łacińskim. Mogą odnosić się do leków gotowych lub recepturowych. Ich pisownia, oparta na tradycji, odbiega czasami od powszechnie przyjętych zasad. Pojawiają się w niej na przykład kropki na końcu skrótów powstałych przez ściągnięcie. Niektóre zaczynają się wielką literą, inne małą.
Odrębną grupę tworzą skróty stosowane w nazwach leków gotowych.
Skróty farmaceutyczne występują w różnych częściach recepty.

## Skrót stosowany wPraepositio
Rp. (z łac. recipe – weź) – polecenie wywodzące się z czasów, gdy wszystkie leki były sporządzane ręcznie w aptece według przepisu sporządzenia.

## Skróty stosowane wPraescriptio
- dla nazw środków leczniczych i ich ilości:
  - lag. (z łac. lagena – opakowania) – oznacza liczbę opakowań leku gotowego
- dla odmierzanych substratów recepturowych:
  - gtt. lub gutt. (z łac. guttae – kropli)
  - q.s. (z łac. quantum satis – ile wystarczy) – oznacza, że ilość potrzebnego składnika farmaceuta ustala według zaleceń farmakopei lub własnego doświadczenia
  - a.a. lub aa (z łac. ana partes aequales – w równych częściach) – oznacza polecenie odważenia lub odmierzenia dwóch lub więcej występujących przed poleceniem składników w równych ilościach
  - d.t.d. (z łac. dentur tales doses – daj takich dawek)
  - div. in part. aeq. (z łac. divide in partes aequales – podziel w równych częściach) – oznacza, że po wymieszaniu wszystkich substratów należy uzyskaną masę podzielić na wskazaną ilość jednostek dawkowania (czopków, globulek, proszków)
- disp. (z łac. dispensa – rozdziel)
- filtr. (z łac. filtra – przesącz)

## Skróty stosowane wSubscriptio
Stanowią informacje dla farmaceuty dotyczące składu, postaci i ilości leku.
W przypadku leku sporządzanego w aptece ta część recepty rozpoczyna się zwrotem:
M.f. (z łac. misce [ut] fiat – zmieszaj, aby było [powstało]; dosł. zmieszaj i uczyń)
po którym następuje nazwa pożądanej formy recepturowej, na przykład:
- M.f.ung. (z łac. misce [ut] fiat unguentum – zmieszaj, aby powstała maść)
- M.f.mixt. (z łac. misce [ut] fiat mixtura – zmieszaj, aby powstała mieszanina [mikstura])

## Skróty stosowane wSignatura
Dotyczą informacji dla pacjenta o sposobie podania leku, jego dawkowaniu i czasie kuracji.
Rozpoczyna je polecenie dla farmaceuty:
DS, DS. lub D.S. (z łac. da signa – wydaj; oznacz; dosł. podaj [przedstaw] znaki [oznaczenie]) – określające, jaką informację ma umieścić na opakowaniu leku

## Alfabetyczne zestawienie najczęściej spotykanych skrótów farmaceutycznych[1]
| Skrót              | Termin                                | Znaczenie                                          | Uwagi                                                           |  |
| ------------------ | ------------------------------------- | -------------------------------------------------- | --------------------------------------------------------------- |  |
| aa, aa.            | ana                                   | po (tyle jednostek)                                |                                                                 |  |
| ad us. ext.        | ad usum externum                      | do użytku zewnętrznego                             |                                                                 |  |
| ad us. int.        | ad usum internum                      | do użytku wewnętrznego                             |                                                                 |  |
| Add.               | adde                                  | dodaj                                              |                                                                 |  |
| Aq.dest.           | Aqua destillata                       | woda destylowana                                   |                                                                 |  |
| c.                 | cum                                   | z                                                  |                                                                 |  |
| caps.amyl.         | capsulae amylaceae                    | kapsułki skrobiowe, opłatki                        |                                                                 |  |
| Coch. ampl.        | cochleare amplum                      | łyżka duża stołowa                                 |                                                                 |  |
| Col.               | Colatura                              | cedzonka                                           |                                                                 |  |
| cp., cmp., comp.   | compositus, -a, -um                   | złożony, -a, -e                                    |                                                                 |  |
| conc.              | concisus                              | pocięty                                            |                                                                 |  |
| conct.             | concentratus                          | stężony                                            |                                                                 |  |
| consp.             | consperge                             | posyp                                              | np. pigułki talkiem                                             |  |
| consp.Lyc.         | consperge Lycopodio                   | posyp zarodnikami widłaka goździstego              | żółty, drobnoziarnisty proszek                                  |  |
| cont.              | contusus                              | potłuczony                                         |                                                                 |  |
| cort.              | cortex                                | kora                                               |                                                                 |  |
| d.                 | da, detur, dentur                     | daj, niech będzie dodany, niech będą dodane        |                                                                 |  |
| d.t.d.             | dentur tales doses                    | niech będą dane takie dawki (w ilości)             |                                                                 |  |
| dct., dec.         | decoctum                              | odwar                                              |                                                                 |  |
| dep.,depur.        | depuratus, -a, -um                    | oczyszczony, -a, -e                                |                                                                 |  |
| dil.               | dilutus, -a, -um                      | rozcieńczony, -a, -e                               |                                                                 |  |
| disp.              | dispensa                              | rozdziel                                           |                                                                 |  |
| div. in part. aeq. | divide in partes aequales             | podziel na równe części                            | np. przy sporządzaniu globulek metodą ręczną                    |  |
| dos.               | dosis, doses                          | dawka, dawki                                       |                                                                 |  |
| DS                 | da signa; detur, signetur             | daj oznaczenie; niech będzie wydany i oznaczony    |                                                                 |  |
| excip.             | excipiens                             | środek rozcieńczający                              |                                                                 |  |
| f.                 | fiat                                  | niech powstanie (zrób)                             |                                                                 |  |
| filtr.             | filtra                                | przesącz                                           |                                                                 |  |
| f.l.a.             | fiat lege artis                       | niech będzie (wykonane) zgodnie z zasadami sztuki  |                                                                 |  |
| fl., flor.         | flos, flores                          | kwiat, kwiaty                                      |                                                                 |  |
| fol.               | folium, folia                         | liść, liście                                       |                                                                 |  |
| fruct., fr.        | fructus                               | owoc                                               |                                                                 |  |
| glac.              | glacialis                             | lodowaty                                           | termin dotyczący stężonego kwasu octowego                       |  |
| glob. vag.         | globuli vaginales                     | gałki (globulki) dopochwowe                        |                                                                 |  |
| gtt., gutt.        | gutta, guttae                         | kropla, krople                                     |                                                                 |  |
| hb.                | herba                                 | ziele                                              |                                                                 |  |
| inf.               | infusum                               | napar                                              |                                                                 |  |
| inj.               | injectio                              | zastrzyk                                           |                                                                 |  |
| in oll.alb.        | in olla alba                          | do białego słoika                                  |                                                                 |  |
| in vitr.nigr.      | in vitro nigro                        | do ciemnej butelki                                 | wykonanej ze szkła oranżowego, chroniącego przed wpływem słońca |  |
| lag.               | lagena                                | opakowanie                                         |                                                                 |  |
| lag. orig.         | lagena originalis                     | opakowanie oryginalne (fabryczne)                  |                                                                 |  |
| lat.               | latitudo, latitudinis                 | szerokość, szerokości                              | przy sporządzaniu plastrów leczniczych (emplastra)              |  |
| Lin.               | Linimentum                            | mazidło                                            |                                                                 |  |
| liq.               | liquor                                | roztwór                                            |                                                                 |  |
| long.              | longitudo, longitudine                | długość, długości                                  |                                                                 |  |
| lot.               | lotio                                 | płyn do obmywania                                  |                                                                 |  |
| mac.               | macera, maceratio                     | namocz, maceruj, wytrawiaj; maceracja, wytrawienie |                                                                 |  |
| M.D.S., mds.       | misce, da signaturam; misce, da signa | zmieszaj, oznacz                                   |                                                                 |  |
| m.f.               | misce fiat                            | zmieszaj, aby powstało; zrób                       |                                                                 |  |
| M. pil.            | Massa pillularum                      | masa pigułkowa                                     |                                                                 |  |
| Mixt.              | Mixtura                               | mieszanka płynna; mieszanina; mikstura             |                                                                 |  |
| Mixt. agit.        | mixtura agitanda                      | mieszanka, którą należy wstrząsnąć (przed użyciem) |                                                                 |  |
| moll.              | mollis                                | miękki                                             |                                                                 |  |
| Muc.               | Mucilago                              | kleik                                              |                                                                 |  |
| No, Nr             | Numero; Numerus                       | w ilości; liczba                                   |                                                                 |  |
| Nuc.               | Nuces                                 | orzechy                                            | np. Nuces Colae – orzechy Cola                                  |  |
| obd., obduc.       | obduce                                | powlecz, pokryj                                    |                                                                 |  |
| Obl.               | Oblatae                               | opłatki                                            |                                                                 |  |
| Ol.                | Oleum                                 | olej                                               |                                                                 |  |
| p.                 | pars                                  | część                                              |                                                                 |  |
| pd.                | ponderis                              | o ciężarze                                         |                                                                 |  |
| Pil.               | Pillula, Pillulae                     | pigułka, pigułki                                   |                                                                 |  |
| pt., praecip.      | praecipitatus, -a, -um                | strącony (wytrącony), -a, -e                       |                                                                 |  |
| Pulv.              | Pulvis                                | proszek                                            |                                                                 |  |
| q.s.               | quantum satis, quantum sufficit       | ile potrzeba, ile wystarczy                        |                                                                 |  |
| Rad.               | Radix                                 | korzeń                                             |                                                                 |  |
| rasp.              | raspatus                              | strugany; w postaci strużek                        | np. Oleum Cacao raspatum – wiórki masła kakaowego               |  |
| rec.               | recens, recenter                      | świeży, świeżo                                     |                                                                 |  |
| Rhiz.              | Rhizoma                               | kłącze                                             |                                                                 |  |
| S.                 | Signa                                 | oznacz                                             |                                                                 |  |
| Sat.               | Saturatio                             | saturacja; wysycenie                               |                                                                 |  |
| Scat.              | Scatula                               | pudełko                                            |                                                                 |  |
| s.f.coct.          | sub finem coctionis                   | pod koniec gotowania                               |                                                                 |  |
| ster.              | sterilisa                             | wysterylizuj                                       |                                                                 |  |
| s.sign.ven.        | sub signo veneni                      | ze znakiem trucizny                                |                                                                 |  |